# Kellogg College
Pour les articles homonymes, voir Kellogg.

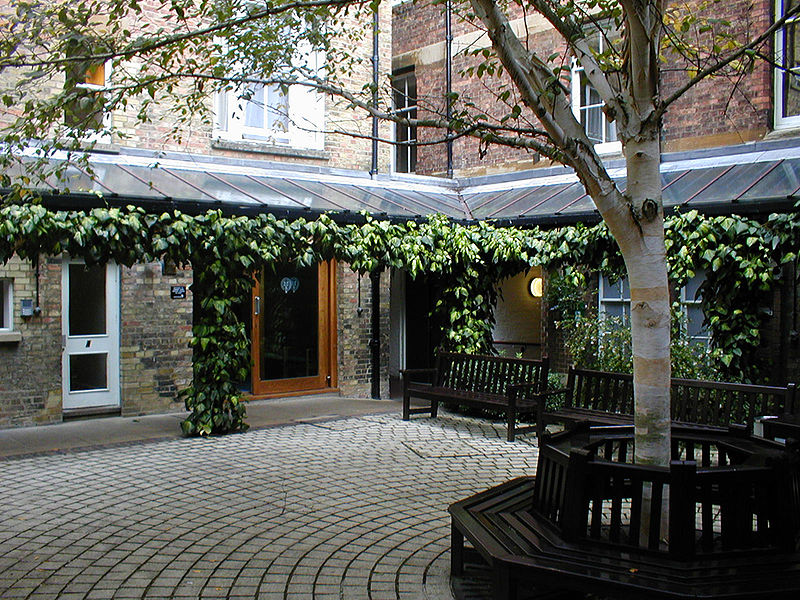
Cour interieure a Rewley House.

Kellogg College est l'un des plus jeunes colleges constituant l'université d'Oxford, au Royaume-Uni.

## Historique
Kellogg College a été fondé en 1990 grâce au soutien financier de la W. K. Kellogg Foundation créé par Will Keith Kellogg fondateur de la société Kellogg's.  
Il entretient une étroite collaboration avec le département de formation continue de l'université d'Oxford. Ainsi, la plupart de ses 500 étudiants sont des professionnels qui suivent une formation en master ou en doctorat.